# Campeonato Paulista 1915
In 1915 werd het veertiende Campeonato Paulista gespeeld voor clubs uit de Braziliaanse staat São Paulo. Ook dit jaar werden twee competities georganiseerd die beide erkend werden als volwaardige kampioenschappen, de Liga Paulista de Foot-Ball (LPF) en Associação Paulista de Esportes Atléticos (APEA).
De competitie van de LPF werd gespeeld van 11 april tot 19 december en werd gewonnen door Palmeiras. De competitie van de APEA werd gespeeld van 4 april tot 5 december en werd gewonnen door Germânia. 

## Eindstand - APEA
| Plaats | Club               | Wed. | W | G | V | Saldo | Ptn. |
| ------ | ------------------ | ---- | - | - | - | ----- | ---- |
| 1.     | AA Palmeiras       | 10   | 9 | 1 | 0 | 30:11 | 19   |
| 2.     | Mackenzie          | 10   | 6 | 3 | 1 | 19:11 | 15   |
| 3.     | Ypiranga           | 10   | 4 | 1 | 5 | 14:14 | 9    |
| 4.     | Paulistano         | 10   | 4 | 0 | 5 | 16:16 | 8    |
| 5.     | Scottish Wanderers | 10   | 2 | 2 | 6 | 15:27 | 6    |
| 6.     | AA São Bento       | 10   | 0 | 1 | 9 | 5:20  | 1    |

|  | Kampioen |

### Kampioen
| Campeonato Paulista de 1915      |
| São Paulo                        |
| -------------------------------- |
| AA PALMEIRAS Kampioen (3° titel) |

### Topschutter
| Speler            | Speler | Goals | Club         |
| ----------------- | ------ | ----- | ------------ |
| Vlag van Brazilië | Nazaré | 13    | AA Palmeiras |

## Eindstand - LPF
| Plaats | Club           | Wed. | W  | G | V | Saldo | Ptn. |
| ------ | -------------- | ---- | -- | - | - | ----- | ---- |
| 1.     | Germânia       | 12   | 10 | 1 | 1 | 32:14 | 21   |
| 2.     | Campos Eliséos | 12   | 8  | 2 | 2 | 27:14 | 18   |
| 3.     | Internacional  | 12   | 7  | 3 | 2 | 17:10 | 7    |
| 4.     | Luzitano       | 12   | 4  | 2 | 6 | 16:15 | 10   |
| 5.     | Minas Gerais   | 12   | 4  | 0 | 8 | 16:24 | 8    |
| 6.     | Maranhão       | 12   | 2  | 1 | 9 | 10:22 | 5    |
| 6.     | Vicentino      | 12   | 2  | 1 | 9 | 11:30 | 5    |

|  | Kampioen |

### Kampioen
| Campeonato Paulista de 1915  |
| São Paulo                    |
| ---------------------------- |
| GERMÂNIA Kampioen (2° titel) |

### Topschutter
| Speler            | Speler   | Goals | Club          |
| ----------------- | -------- | ----- | ------------- |
| Vlag van Brazilië | Facchini | 17    | Campos Eliséo |